# Гесте
Гесте (њем. Geeste) општина је у њемачкој савезној држави Доња Саксонија. Једно је од 60 општинских средишта округа Емсланд. Према процјени из 2010. у општини је живјело 11.337 становника. Посједује регионалну шифру (AGS) 3454014.

## Географски и демографски подаци
Гесте се налази у савезној држави Доња Саксонија у округу Емсланд. Општина се налази на надморској висини од 23 метра. Површина општине износи 133,1 km². У самом мјесту је, према процјени из 2010. године, живјело 11.337 становника. Просјечна густина становништва износи 85 становника/km².